# Drizzle (yacht)
M/Y Drizzle är en motoryacht tillverkad av Feadship i Nederländerna. Hon levererades 2012 till en okänd ägare och köptes 2016 av Amancio Ortega, en spansk affärsman. Drizzle designades exteriört av De Voogt Naval Architects medan interiören designades av Redman Whiteley Dixon. Motoryachten är 67,27 meter lång och har en kapacitet upp till tio passagerare fördelat på fem hytter. Den har en besättning på 18 besättningsmän.